# ألبرت دبليو. سانبورن
ألبرت دبليو. سانبورن هو محامي وسياسي أمريكي، ولد في 17 يناير 1853 في Swanton (town), Vermont ‏ في الولايات المتحدة، وتوفي في 15 يوليو 1937 في آشلاند في الولايات المتحدة. نشط حزبياً في الحزب الجمهوري. وقد انتخب عضو جمعية ولاية ويسكونسن ‏ وانتخب عضو مجلس ولاية ويسكونسن ‏.